# ۶۱۰ (میلادی)
۶۱۰ (میلادی) ششصد و دهمین سال تقویم میلادی است.

## مناسبت‌ها
سال آغاز گاهشمار اچمی

## رویدادها
بعثت محمد پیامبر اسلام در مکه

## درگذشتگان
- فوکاس، امپراتور بیزانس

‎